# 모치즈키 시게요시
모치즈키 시게요시(일본어: 望月 重良, 1973년 7월 9일 ~ )는 일본의 은퇴한 축구 선수로 현역 시절 미드필더로 활동했다.

## 구단 경력
1996년 J1리그의 나고야 그램퍼스 에이트에 입단했다. 2000년까지 119경기에 출전하여, 16득점을 넣었다. 1996년 J1리그 준우승, 1999년 천황배 우승을 차지했다. 2000년 7월 교토 퍼플 상가로 이적했다. 2001년 비셀 고베로 이적했다. 2003년부터 2004년까지 제프 유나이티드 이치하라와 베갈타 센다이에서 뛰었다. 2005년 J2리그의 요코하마 FC로 이적했다. 2006년 8월 현역 은퇴.

## 국가대표팀 경력
그는 1997년 기린컵에 참가할 일본 국가대표팀에 발탁되었으며, 6월 15일 튀르키예와의 경기에서 데뷔했다. 1999년 코파 아메리카, 2000년 AFC 아시안컵에도 출전했다. 아시안컵 사우디아라비아와의 결승전에서는 전반 30분 선제골을 넣어서 1-0로 승을 일본이 우승을 달성하는데 크게 기여하였다. 그는 2001년까지 국제 A매치 통산 15경기에 출전, 1득점을 넣었다.

## 통계
| 일본 | 일본 | 일본 |
| 연도 | 출전 | 득점 |
| ---- | ---- | ---- |
| 1997 | 2    | 0    |
| 1998 | 1    | 0    |
| 1999 | 2    | 0    |
| 2000 | 9    | 1    |
| 2001 | 1    | 0    |
| 통산 | 15   | 1    |